# Charles Combes
Charles-Pierre-Mathieu Combes (Cahors, 26. prosinca 1801. — Pariz, 10. siječnja 1872.), bio je francuski inženjer. Bio je glavni tajnik rudarske tvrtke i rektor École des Mines. Njegovo ime nalazi se na popisu 72 znanstvenika ugraviranih na Eifellovom tornju.

## Vanjske poveznice
- Životopis (fra.)